# Минковский, Герман
Ге́рман Минко́вский (нем. Hermann Minkowski; 22 июня 1864, Алексоты, Августовская губерния, Мариампольский уезд, Российская империя — 12 января 1909, Гёттинген, Германская империя) — немецкий математик, разработавший геометрическую теорию чисел и геометрическую четырёхмерную модель теории относительности.

## Биография
Герман Минковский родился в еврейской купеческой семье в Алексотах (лит. Aleksotas), в то время входивших в состав Августовской губернии Российской империи (с 1867 года — Сувалкская губерния, сейчас это район Каунаса). Уже его дед, Борух Яковлевич Минковский, был купцом первой гильдии в Вильне. На пожертвования его отца, купца первой гильдии Левина (Лейба) Боруховича Минковского (1829—1884), была построена Хоральная синагога в Ковно (1872). Мать, Рахиль Исааковна Тойбман (1831—1904), родом из Шакинова, была домохозяйкой; её родители впоследствии поселились в Мемеле и таким образом вся семья получила прусское подданство. После рождения старшего сына Макса, Левин и Рахиль Минковские покинули Шакинов и поселились в Алексотах, где родились их второй сын Оскар (1858—1931), дочь Фанни (1863—1954) и Герман.
Детские годы Герман Минковский провёл в Ковно, здесь родился его младший брат Тувья (впоследствии Тоби, 1868—1906). В 1872 году, по окончании строительства синагоги, семья переехала в Кёнигсберг, где Левин Минковский занялся экспортом ковров. В 1895 году компания «Левин Минковский и сын» (Lewin Minkowski & Son) в Кёнигсберге запатентовала механизм, приводящий в движение выпускаемые ею заводные оловянные игрушки; в 1897 году компанию выкупила игрушечная фирма «Lehmann».
В 1879 году Герман окончил гимназию (Altstädtisches Gymnasium), далее он учился в университетах Кёнигсберга и Берлина у Линдемана, Кронекера, Вейерштрасса и других крупных математиков. Среди его друзей-студентов — Давид Гильберт.
В 1881 году, будучи студентом, послал статью по теории квадратичных форм на конкурс Парижской Академии. Хотя работа, вопреки условиям конкурса, была написана по-немецки, она получила премию (Grand Prix des Sciences mathématiques) и восторженные отзывы жюри (1883). В 1885 году Минковский получил докторскую степень; диссертация также относилась к теории квадратичных форм в пространстве произвольного числа переменных.
Некоторое время Минковский преподавал в университете Кёнигсберга, затем переехал в Бонн (1887), где стал сначала экстраординарным (1892), а затем ординарным (1894) профессором. В 1895 году Минковский возвратился в Кёнигсберг, но вскоре переехал в Цюрих (1896). В Цюрихе он был одним из учителей Альберта Эйнштейна и Вальтера Ритца.
С 1902 года и до конца жизни Минковский работал в Гёттингенском университете, профессором математики, вместе с близким другом Давидом Гильбертом. В 1896 году публикует монографию «Геометрия чисел», в которой собрал все полученные достижения в этой области. В 1907 году вышла ещё одна монография — «Диофантовы приближения».
В 1907—1909 годах Минковский выступил с рядом статей и лекций, где предложил так называемую «геометродинамику» — четырёхмерную математическую модель кинематики теории относительности. В 1909 году вышла его книга «Пространство и время», оказавшая существенное влияние на формирование теории относительности; в частности, Альберт Эйнштейн исключительно высоко ценил вклад Минковского в развитие релятивистской теории.
12 января 1909 года Минковский внезапно скончался от аппендицита в Гёттингене.
В 1911 году Давид Гильберт издал полное собрание трудов Минковского.

## Научная деятельность
Первые результаты Минковского касались теории квадратичных форм. В 1896 году опубликован результат, ныне известный как теорема Минковского о выпуклом теле — о том, что выпуклая область n-мерного пространства, объёмом {\displaystyle \geq 2^{n}} и симметричная относительно начала координат, непременно содержит точку с целочисленными координатами, отличную от начала координат. По словам Касселса, вся геометрия чисел основана на этом результате. После создания геометрии чисел Минковский много и плодотворно работает над применением полученных результатов в других областях теории чисел: диофантовы приближения, теория многогранников и другие. Ему принадлежат фундаментальные достижения в геометрии выпуклых тел.
В 1907 году Минковский предложил геометрическое представление кинематики теории относительности, введя четырёхмерное псевдоевклидово пространство (известное сейчас как пространство Минковского). В этой модели время и пространство представляют собой не различные сущности, а взаимосвязанные измерения единого пространства-времени. Все релятивистские эффекты получили наглядное геометрическое истолкование. Минковский провозгласил:

Отныне время само по себе и пространство само по себе становятся пустой фикцией, и только единение их сохраняет шанс на реальность.
Модель Минковского существенно помогла Эйнштейну в разработке общей теории относительности, полностью опирающейся на аналогичные идеи.
Серьёзный вклад Минковский внёс также в гидродинамику и теорию капиллярности. Он высказал некоторые гипотезы о силовых действиях света в прозрачной среде, которые недавно отдельные СМИ поставили под сомнение, истолковав результаты недавних экспериментов в пользу альтернативной гипотезы Абрагама. Однако академик РАН Анатолий Шалагин считает вывод о правоте модели Абрагама ошибочным.

## Память
В честь учёного названы кратер Минковский на Луне (совместно с Рудольфом Минковским) и астероид 12493 (Minkowski).
Научные термины, связанные с именем Г. Минковского:
- Гипотеза Минковского
- Диаграмма Минковского
- Задача Минковского
- Кривая Минковского
- Неравенство Брунна — Минковского
- Неравенство Минковского
- Пространство Минковского в специальной теории относительности
- Пространство Минковского (метрическая геометрия)
- Размерность Минковского
- Расстояние Минковского
- Сумма Минковского
- Теорема Минковского о выпуклом теле
- Теорема Минковского о многогранниках
- Теорема Минковского — Хассе
- Функционал Минковского
- Функция Минковского

## Семья
Прадед отца — еврейский учёный-энциклопедист Борух бен Яаков Шкловер (1742, Шклов — 1812, Слуцк), получил звание раввина в 1764 году в Бресте и служил даяном (религиозным судьёй) в Минске, изучал медицину в Англии и опубликовал на иврите трактат по тригонометрии «Ḳeneh ha-Middah» (Прага, 1784; Шклов, 1793), а также труды по астрономии, анатомии и гигиене, перевёл на иврит труды Евклида; последние годы жизни он провёл в Слуцке, где служил даяном и придворным врачом князя Радзивилла. Его внук, Карлинский ребе и комментатор Талмуда Ицхок бен Аарон (1788—1851), принял фамилию Минковский.
У Германа Минковского было два старших брата.
- Макс (1851—1924)[23] унаследовал отцовскую фирму, занялся также зерноторговлей и впоследствии служил консулом Франции[24][25].
- Оскар Минковский (1858, Алексоты — 1931, Фюрстенберг) — учёный-медик, описавший синдром Минковского — Шоффара (1907) и занимавшийся изучением патофизиологии сахарного диабета.
  - Племянник (сын Оскара) — астрофизик Рудольф Минковский (1895—1976).
- Жена (с 1897 года) — Августа Минковская (в девичестве Адлер; 1875, Страсбург — 1944, Нью-Йорк).
  - Дочь — Лили Руденберг (1898—1983), учёный в области ботаники и физиологии растений, была замужем за инженером-электриком и изобретателем Рейнгольдом Руденбергом; их сын — физик Х. Гюнтер Руденберг (1920—2009) — принимал участие в Манхэттенском проекте.
  - Дочь — Рут Бушке (1902—2000), была замужем за учёным в области лучевой терапии Францем Бушке (1902—1983), профессором Калифорнийского университета в Сан-Франциско, сыном дерматолога Авраама Бушке, описавшего синдром Бушке — Оллендорф[26].